# Das Junge Rheinland
Das Junge Rheinland war eine am 24. Februar 1919 auf Initiative des Schriftstellers Herbert Eulenberg sowie der Maler Arthur Kaufmann und Adolf Uzarski in Düsseldorf gegründete Künstlervereinigung. Sie vertrat Kunstströmungen der Secession, des Expressionismus und der Moderne. Der Zusammenschluss sollte den gemeinsamen Interessen der jungen rheinischen Künstlerschaft dienen und deren Ausstellungen organisieren. Vorangegangen war 1918–1919 ein Literatur- und Künstlerbund namens „Neues Rheinland“, ebenfalls um Eulenberg. Den Mittelpunkt der Künstlergruppe Junges Rheinland bildete die Altstadt-Galerie „Junge Kunst – Frau Ey“. Viele der Künstler der Vereinigung waren dem Rheinischen Expressionismus verbunden.
Bei Gründung waren Ernst te Peerdt und Christian Rohlfs Ehrenmitglieder des Jungen Rheinlands. Im Vorstand waren Heinrich Nauen, Fritz Westendorp, Adolf Uzarski, Eduard Sturm, Arthur Kaufmann, Alfred Fischer, Carl Moritz Schreiner und Irma Goecke. Der beratende Ausschuss setzte sich aus Hermann Burg, Walter Cohen, Herbert Eulenberg, Alfred Flechtheim, Franz Haniel, Karl Koetschau, Karl Ernst Osthaus, Gottlieb Reber, Richart Reiche, August Stein, Edwin Suermondt, Hermann von Wedderkop sowie einem Konsul Dr. Friederich zusammen.
Die erste Ausstellung der Gruppe erfolgte im Juni/Juli 1919 in der Kunsthalle Düsseldorf unter Teilnahme von 113 Künstlern. Der Name „Das junge Rheinland“ wurde vom Kunsthistoriker Walter Cohen geprägt, der 1918 eine Ausstellung unter dem Titel „Das Junge Rheinland“ im Kölnischen Kunstverein veranstaltet hatte; dort hatten 19 Künstler ausgestellt. Ab 1921 erschien eine Zeitschrift mit dem Titel „Das junge Rheinland“. Ihr Ziel war, ein vom Kunsthandel unabhängiges Kommunikationsorgan für Politik, Kunst und Kultur zu schaffen, das der neuen Kunst förderlich wäre. Zudem wurde 1922 ein internationaler Kongress veranstaltet, welcher die größte Aktion der Gruppe bleiben würde.
Zusammen mit anderen Künstlergruppierungen im Rheinland wie dem Sonderbund westdeutscher Kunstfreunde und Künstler, dem Düsseldorfer Aktivistenbund 1919, der Kölner Gesellschaft der Künste, dem „Duisburger Künstlerbund“, den Kölner Progressiven, der Künstlergruppe Niederrhein sowie der Duisburger Sezession war das Junge Rheinland Teil der westdeutschen Linksintellektuellen-Szene nach dem Ersten Weltkrieg, die einen engen Kontakt und Austausch pflegte und sich gemeinschaftlich mit hochrangigen Ausstellungsveranstaltungen und politischen Aktivitäten künstlerisch-literarisch einmischte.

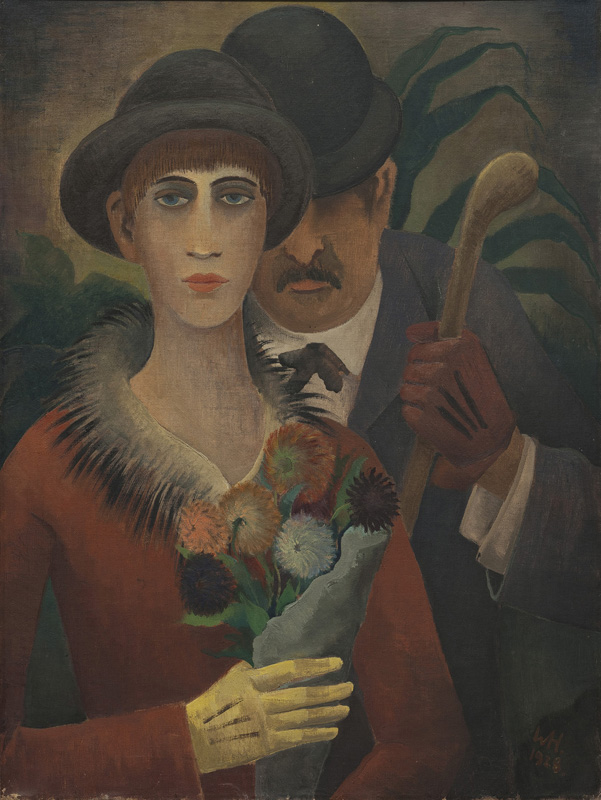
Werner Heuser: In den Anlagen (1928, Öl auf Leinwand)

Zum Jungen Rheinland zählten unter anderem Jankel Adler, Mathias Barz, Lorenz Bösken, Arno Breker, Theo Champion, Cürten, Otto Dix, Joseph Enseling, Alois Erbach, Artur Erdle, Max Ernst, Reinhold Ewald, Leopold Fleischhacker, Hans Füsser, Ernst Gottschalk, Bernhard Gobiet, Adolf de Haer, Werner Heuser, Ludwig ten Hompel, Peter Janssen, Curt Lahs, Carl Lauterbach, Ulrich Leman, Heinz May, Carlo Mense, Hermann Mühlen, Walter Ophey, Otto Pankok, Hans Rilke, Jupp Rübsam, Jean Paul Schmitz, Werner Schramm, Else Sehrig-Vehling, Richard Schwarzkopf, Karl Schwesig, Harriet Ellen Siderovna von Rathlef-Keilmann, Bernhard Sopher, die Brüder Otto und Karli Sohn-Rethel, Otto von Wätjen und Gert Heinrich Wollheim.
1923 spaltete sich die Rheingruppe ab. Ab 1926 löste sich das Junge Rheinland organisatorisch weitgehend auf. 1928 kam es unter dem Dach der Rheinischen Sezession zu einer Reunion der Künstler dieser Gruppen. Die Rheingruppe gab dabei jedoch ihre Eigenständigkeit nicht auf, während das Junge Rheinland damit de facto aufgelöst war. Die Rheinische Sezession war von Julius Bretz zusammen mit einigen Malerfreunden gründet worden. 1930 fand in der Städtischen Kunsthalle Düsseldorf die Jahresausstellung der Rheinische Sezession mit einer Gedächtnisausstellung für Walter Ophey statt. 1930 trat die Rheingruppe nach heftigen internen Auseinandersetzungen aus der Dachorganisation Rheinische Sezession wieder aus.
Die Schnelligkeit, mit der nach Adolf Hitlers Ernennung zum Reichskanzler am 30. Januar 1933 die Künstlerschaft Düsseldorfs ‚gesäubert‘ wurde, zeigten Aktionen wie der Abbruch des Rübsam-Denkmals für die Gefallenen im März 1933 und die Bücherverbrennung vom April 1933. Am 28. Juli 1933 erging der Erlass des Ministers für Volksaufklärung und Propaganda, nachdem die Künstlervereine und Kunstvereine gleichgeschaltet und deren Mitglieder in das Reichskartell der bildenden Künste übergeführt wurden. Das Junge Rheinland und die Rheingruppe verloschen 1933. Die Rheinische Sezession wurde 1938 durch Verfügung aufgelöst. Begründung: „Die Ausstellungen haben erkennen lassen, daß von einer Mitarbeit im Sinne des kulturellen Aufbaugedanken nicht gesprochen werden kann. Vielmehr hat sich gezeigt, daß in der Rheinischen Sezession der Geist jener Kreise der Vergangenheit, die sich um Flechtheim, Frau Ey und andere scharten, immer noch vorhanden ist.“
1946 wurde die Rheinische Sezession neu gegründet. Von ihr spaltete sich 1949 auf Initiative von Ludwig Gabriel Schrieber die Neue Rheinische Sezession ab.
Im Museum Kunstpalast fand von Februar bis Juni 2019 anlässlich des 100-jährigen Gründungsjubiläums der Vereinigung die Ausstellung „Zu schön um wahr zu sein“ – Das Junge Rheinland statt. In der Ausstellung, so wie auch in der begleitenden Publikation zu sehen, war unter anderen ein Gruppenbildnis des engeren Kreises um Johanna Ey, gemalt von Arthur Kaufmann im Jahre 1925.